# Péter János (fuvolista)
Péter János (Székelyudvarhely, 1971. augusztus 9. –) magyar zenész, fuvolás, zeneszerző, menedzser, producer,  a M.É.Z. és a Shannon.hu volt tagja, a Firkin együttes alapító és jelenlegi tagja.

## Élete
Édesapja M. Péter János erdélyi festőművész (1941–2009), édesanyja pedig építész (1941– napjainkig). Tízéves korában kezdett fuvolázni Sepsiszentgyörgyön, Ress János tanítványaként. 1984-ben került a kolozsvári Zeneművészeti Líceumba, Havaletz Gyula fuvolatanár meghívására. 1990-ben került Kozma András tanítványaként és mentoráltjaként Debrecenbe, onnan Budapestre, ahol Bálint János fuvolaművész  lett mestere és támogatója.
1994-ben keresték meg a M.É.Z. tagjai, hogy legyen a zenekar fuvolása. Ettől az évtől datálódik a kelta zenei világban való elmélyülése. 1998-tól menedzsere is a zenekarnak, 2002-es kiválásáig.
2003-tól a Shannon.hu zenekar fuvolása és menedzsere, ahol megalakítja a Shannon World Dance Company-t Tihanyi Andrea "Daca" vezetésével. Több világzenei show-előadást hoz létre, ebben közreműködik – többek közt – Karácsony János (zenész) (LGT), Kawatta Taiko.
2008-tól a Firkin vezetője és fuvolása. A zenekarral bejárta egész Európát és Kanadát, rendszeresen turnézik a legnagyobb hazai és külföldi fesztiválszínpadokon, mint a Sziget Fesztivál, Wacken Open Air, Summer Breeze Open Air, Rockharz Open Air, Montreux-i Jazz Fesztivál.
Együttműködött – többek között – a következő zenészekkel: Jamie Winchester, Karácsony János (zenész) (LGT), Szalóki Ági, Fehér Zsombor (Kerekes Band), Pál István (népzenész), Szabó Attila (zenész) (Csík Zenekar), Földes László (Hobo), Sztevanovity Zorán, Presser Gábor, Németh Alajos (Bikini), Ducza Nóra operaénekes.

## Zenekarai
- M.É.Z. (1994–2002)
- Shannon.hu (2003–2008)
- Firkin (2008 óta)
- Karácsony János Trió (2010 óta)

## Lemezei

### M.É.Z.
- Best Of M.É.Z. 1988-1993 (1995)
- Soyez Mystérieuses (1996)
- Hobo és a M.É.Z. – A dublini úton (1998)
- The Fairies (2000)
- LeMÉZlovasok (2001)

### Shannon.hu
- Ahogy lesz (2004)

### Firkin
- Firkinful Of Beer (LP, 2009)
- WHUP! (LP, 2010)
- Igyunk pálinkát! (LP, 2012)
- Keep On Firkin (koncert DVD & LP, 2012, 2013)
- Finger in the Pie (LP, 2014)
- Revox (EP, 2015)
- Start Again (Single, 2016)
- Into the Night (EP, 2017)
- We Are the Ones (LP, 2018)
- Firkin.hu (EP, 2020)
- Still Alive (Single, 2021)
- A tengerész dala (Single, 2022)
- For A Life (Single, 2022)
- Spice It Up! (LP, 2023)
- Rumini Tükör-szigeten (LP, 2024)
- A fiúk elszabadultak (Single, 2024)

## Színházi zene – Firkin
- Rumini Tükör-szigeten – családi musical (2023)

## Közreműködött
- Zorán: Az ablak mellett (1999)
- Gerendás Péter: Kamaszkorom legszebb dala (2000)
- Crystal: Fújja el a szél (2002)
- Szabó Tamás: Obsession (2006)
- Crystal: Világok hangjai (2007)
- Age of Nemesis: ?
- Aurora: Más világ (2020)

## Díjai
- Fonogram – Magyar Zenei Díj (A Firkin kapta 2016-ban: az év hazai világ- vagy népzenei albuma vagy hangfelvétele[4])